# Стефано Боргоново
Стефано Боргоново (італ. Stefano Borgonovo; 17 березня 1964, Джуссано — 27 червня 2013, Джуссано) — італійський футболіст, що грав на позиції нападника. По завершенні ігрової кар'єри — тренер.
Виступав, зокрема, за «Мілан», з яким став володарем Кубка європейських чемпіонів, Міжконтинентального кубка та Суперкубка УЄФА, а також «Фіорентину», де створив забивну зв'язку з Роберто Баджо. Крім цього провів три гри за національну збірну Італії, а з молодіжною збірною став віце-чемпіоном Європи 1986 року.

## Клубна кар'єра

### Ранні роки
Народився 17 березня 1964 року в місті Джуссано поблизу Мілана. Вихованець футбольної школи клубу «Комо». Професійну кар'єру розпочав у цій же команді, 14 березня 1982 дебютувавши в матчі Серії А проти «Асколі», програному з рахунком 1:2. Для Стефано цей матч так і залишився єдиним у тому сезоні, а «Комо» за підсумками сезону посів останнє місце і вилетів у Серію B.
Завдання повернення у вищий дивізіон «Комо» виконав на другий сезон. Перший завершився п'ятим місцем і програною матчем плей-оф «Катанії». А ось наступного чемпіонат закінчився другим місцем і прямою путівкою в еліту. За ці два роки Боргоново зіграв всього 41 зустріч в усіх турнірах за клуб, але забив лише три голи. Абсолютно логічно, що команда, яка вийшла в Серію A, не стала тримати у себе поки не дуже забивного, але все ще досить молодого форварда, відправивши його в оренду клубу другого дивізіону «Самбенедеттезе». Боргоново затримався там всього на один рік, забивши в 33 матчах 13 голів і допоміг команді зайняти високе 11 місце. «Комо» в свою чергу вдалося закріпитися в Серії A, завершивши той сезон теж на одинадцятій позиції.
Повернувшись на новий сезон у рідну команду, Боргоново відразу став найкращим бомбардиром «Комо» в чемпіонаті, забивши 10 м'ячів — п'ятий показник у тому розіграші: попереду були такі відомі футболісти як Роберто Пруццо, Карл-Гайнц Румменігге, Мішель Платіні й Дієго Марадона. У Стефано вийшла вдала серія приблизно в середині чемпіонату, коли він забивав поспіль з 11 по 14 тури включно, зокрема відзначившись дублем у ворота «Лечче». Пари цьому якщо Боргоново забивав гол, то його команда як мінімум не програвала, завжди набираючи хоча б одне очко.

### «Мілан» і оренди
У 1986 році його «купив» за 4 млрд лір «Міланом», але відразу віддав в оренду на два сезони назад у «Комо». Рідна команда Стефано залишалася середняком, де можна постійно розраховувати на ігрову практику, але результативність молодого форварда значно впала: за 33 матчі в Серії А він забив лише 3 голи. Тому 1988 року «Мілан» вирішив не повертати форварда, а віддав його в ще одну оренду, на цей раз у «Фіорентину». Стефано у Флоренції швидко зігрався з зовсім молодим Роберто Баджо, склавши з ним убивчий дует «Б-2», який у наступному сезоні забив 29 голів, 14 з яких на рахунку Боргоново. Тоді у «Фіорентині» виступав і бразилець Дунга, який значно допомагав парі форвардів.
Після такого виступу «Мілан» вирішив повернути Стефано до себе. Сам Боргоново пізніше розповідав, що з радістю продовжив би виступи у «Фіорентині», проте належав «Мілану», і в той момент нічого зробити не міг. Як і очікувалося, у наступному чемпіонаті в зіркового «Мілана» гру вели інші футболісти: Марко ван Бастен (найкращий бомбардир турніру з 19 голами), Данієле Массаро, Франк Райкард, Роберто Донадоні, Рууд Гулліт, Карло Анчелотті, Франко Барезі, Паоло Мальдіні, Алессандро Костакурта та інші. Команда з такими виконавцями посіла друге місце в чемпіонаті, відставши від «Наполі» всього на два очки (тоді за перемогу давали якраз два пункти), а Боргоново, зігравши в 13-ти поєдинках, відзначився голами в першому і останньому турах. Обидві ці ігри стали для «Мілана» переможними. Внесок Стефано у віце-чемпіонство був не надто великим, а ось у тодішньому Кубку європейських чемпіонів Боргоново виступив значно корисніше. У першому раунді італійська команда зустрічала з «Гельсінкі». Мілан вирішив все ще в домашній грі, забивши фінському супернику чотири голи. У матч-відповіді єдиний м'яч був на рахунку саме Боргоново. У другому раунді «россо-нері» пройшли мадридський «Реал». Зробили вони ці завдяки першій грі, де двома м'ячами відзначилися ван Бастен і Райкард. У другому матчі «Реал» зумів відповісти лише голом Еміліо Бутрагеньйо. Чвертьфінал вийшов досить складним — обидва матчі проти бельгійського «Мехелена» завершилися з рахунком 0:0, і все перейшло в додатковий час, де м'ячі ван Бастена і Сімоне забезпечили команді півфінал з «Баварією». Саме в цьому протистоянні Боргоново забив один з найбільш пам'ятних м'ячів у кар'єрі. У першій півфінальній грі «Мілан» здобув перемогу. Єдиний м'яч на рахунку Марко ван Бастена. Другий поєдинок проходив у Мюнхені, і гол за «Баварію» забив Томас Штрунц. Матч перейшов у додатковий час, під час якого Боргоново, опинившись один на один з воротарем, рівно на сотій хвилині, перекинув голкіпера, запустивши м'яч у сітку. Через шість хвилин Алан Макінеллі рахунок зрівняв, але «Баварії» цього не вистачило і саме гол Стефано вивів його команду у фінал найпрестижнішого європейського турніру. Фінал, який став другим поспіль для «Мілана», знову виявився переможним, але Боргоново в ньому на полі не з'явився. Відразу після цього «Мілан» виграв і Міжконтинентальний кубок — з рахунком 3:0 обіграли парагвайську «Олімпію», але Боргоново на поле знову не виходив.

### «Фіорентина»
Тренер «Мілану» Арріго Саккі мав бажання аби Боргоново залишився в команді як мінімум ще на один сезон, але футболіст хотів повернутися до «Фіорентини» через невелику кількість ігрового часу, тому, провівши всього рік у складі «россо-нері», 1990 року він повернувся і знову одягнув футболку фіолетової команди, куди перейшов за 8 млн лір, ставши першим трансфером нового власника клубу Маріо Чеккі Горі. Однак такого якісного виступу, як уперше, не вийшло. У «Ювентус» пішов Роберто Баджо, а сам Боргоново вже не зумів повернутися на колишній рівень через травму коліна, отриману на початку міланської кар'єри. У результаті флорентійці осіли в середині таблиці, а Стефано за два сезони забив чотири м'ячі в чемпіонаті і три в Кубку Італії.

### Закінчення кар'єри
Наступні три сезони Боргоново переслідували постійні вильоти в Серію B: спершу він разом з Карлосом Дунгою не зміг врятувати «Пескару», зайнявши останнє місце; потім форвард перебрався в «Удінезе», з яким також вилетів. Зниження до другого дивізіону було і наступного року: цього разу разом із «Брешією».
Свій останній сезон 1995/96 років Боргоново провів знову в «Удінезе», яке встигло повернутися в еліту. Зігравши сім матчів, він так і не забив жодного голу, так само, як і за час виступів за «Брешію». Останні два голи в Серії A нападник забив ще в кінці сезону 1993/94: у 33 турі двічі вразив ворота «Кремонезе» (3:3).

## Виступи за збірні
З 1985 року його залучали до складу молодіжної збірної Італії. Став фіналістом молодіжного чемпіонату Європи 1986 року, однак у програному вирішальному матчі проти іспанців не зіграв через травму. Всього на молодіжному рівні зіграв у 5 офіційних матчах, забив 1 гол у ворота збірної Швеції.
22 лютого 1989 року дебютував в офіційних матчах у складі національної збірної Італії в товариській грі проти Данії (1:0). У березні того року Боргоново зіграв ще дві товариські гри за «скуадру адзурру», які стали останнім для гравця за збірну.

## Кар'єра тренера, хвороба і смерть
Розпочав тренерську кар'єру, повернувшись до футболу після невеликої перерви, 2000 року в юнацькій школі клубу «Комо», де грав до 2005 року, коли змушений був покинути роботу через хворобу.
5 вересня 2008 року виявили, що Боргоново страждає на бічний аміотрофічний склероз, відомий також як хвороба Лу Геріга, від якої за кілька років до цього помер інший гравець Серії А Джанлука Сіньйоріні.
З метою залучення коштів для вивчення цієї невиліковної хвороби Боргоново заснував власний фонд, для наповнення якого був організований благодійний матч між його колишніми клубами «Фіорентиною» і «Міланом». У грі, що відбулася 8 жовтня 2008 року на «Артеміо Франкі» у Флоренції перед 30 000 глядачів, були присутні кілька колишніх зірок двох клубів, а також сам Стефано, незважаючи на його тяжкий стан, разом з колишнім товаришем по команді Роберто Баджо. Пізніше на підтримку фонду провели ще кілька благодійних матчів.
В останні роки був повністю паралізований, міг говорити лише через синтезатор мови і помер 27 червня 2013 року на 50-му році життя.. У цей день збірна Італії проводила півфінальний матч на Кубку конфедерацій 2013 року, вийшовши на гру проти Іспанії з траурними пов'язками. Похований 1 липня у рідному місті Джуссано.

## Статистика виступів

### Статистика клубних виступів
| Сезон                  | Команда                | Чемпіонат              | Чемпіонат | Чемпіонат | Національний кубок | Національний кубок | Національний кубок | Континентальні кубки | Континентальні кубки | Континентальні кубки | Інші змагання | Інші змагання | Інші змагання | Усього за | Усього за |
| Сезон                  | Команда                | Ліга                   | Ігор      | Голів     | Ліга               | Ігор               | Голів              | Ліга                 | Ігор                 | Голів                | Ліга          | Ігор          | Голів         | Ігор      | Голів     |
| ---------------------- | ---------------------- | ---------------------- | --------- | --------- | ------------------ | ------------------ | ------------------ | -------------------- | -------------------- | -------------------- | ------------- | ------------- | ------------- | --------- | --------- |
| 1981–82                | «Комо»                 | A                      | 1         | 0         | КІ                 | 0                  | 0                  | -                    | -                    | -                    | -             | -             | -             | 1         | 0         |
| 1982–83                | «Комо»                 | B                      | 17+1      | 1+0       | КІ                 | 2                  | 0                  | -                    | -                    | -                    | -             | -             | -             | 20        | 1         |
| 1983–84                | «Комо»                 | B                      | 16        | 2         | КІ                 | 5                  | 0                  | -                    | -                    | -                    | -             | -             | -             | 21        | 2         |
| 1984–85                | «Самбенедеттезе»       | B                      | 33        | 13        | КІ                 | 5                  | 0                  | -                    | -                    | -                    | -             | -             | -             | 38        | 13        |
| 1985–86                | «Комо»                 | A                      | 29        | 10        | КІ                 | 10                 | 3                  | -                    | -                    | -                    | -             | -             | -             | 39        | 13        |
| 1986–87                | «Комо»                 | A                      | 18        | 2         | КІ                 | 0                  | 0                  | -                    | -                    | -                    | -             | -             | -             | 18        | 2         |
| 1987–88                | «Комо»                 | A                      | 15        | 1         | КІ                 | 2                  | 3                  | -                    | -                    | -                    | -             | -             | -             | 17        | 4         |
| Усього за «Комо»       | Усього за «Комо»       | Усього за «Комо»       | 96+1      | 16        |                    | 19                 | 6                  |                      | -                    | -                    |               | -             | -             | 116       | 23        |
| 1988–89                | «Фіорентина»           | A                      | 30        | 14        | КІ                 | 5                  | 2                  | -                    | -                    | -                    | -             | -             | -             | 35        | 16        |
| 1989–90                | «Мілан»                | A                      | 13        | 2         | КІ                 | 4                  | 2                  | КЧ                   | 5                    | 2                    | -             | -             | -             | 22        | 6         |
| 1990–91                | «Фіорентина»           | A                      | 23        | 1         | КІ                 | 1                  | 1                  | -                    | -                    | -                    | -             | -             | -             | 24        | 2         |
| 1991–92                | «Фіорентина»           | A                      | 14        | 3         | КІ                 | 4                  | 2                  | -                    | -                    | -                    | -             | -             | -             | 18        | 5         |
| Усього за «Фіорентину» | Усього за «Фіорентину» | Усього за «Фіорентину» | 67        | 18        |                    | 10                 | 5                  |                      | -                    | -                    |               | -             | -             | 77        | 23        |
| 1992–93                | «Пескара»              | A                      | 28        | 9         | КІ                 | 1                  | 2                  | -                    | -                    | -                    | -             | -             | -             | 29        | 11        |
| 1993–94                | «Пескара»              | B                      | 7         | 2         | КІ                 | 0                  | 0                  | -                    | -                    | -                    | -             | -             | -             | 7         | 2         |
| Усього за «Пескару»    | Усього за «Пескару»    | Усього за «Пескару»    | 35        | 11        |                    | 1                  | 2                  |                      | -                    | -                    |               | -             | -             | 36        | 13        |
| 1993–94                | «Удінезе»              | A                      | 12        | 5         | КІ                 | 1                  | 0                  | -                    | -                    | -                    | -             | -             | -             | 13        | 5         |
| 1994–95                | «Брешія»               | A                      | 14        | 0         | КІ                 | 0                  | 0                  | -                    | -                    | -                    | -             | -             | -             | 14        | 0         |
| 1995–96                | «Удінезе»              | A                      | 7         | 0         | КІ                 | 0                  | 0                  | -                    | -                    | -                    | -             | -             | -             | 7         | 0         |
| Усього за «Удінезе»    | Усього за «Удінезе»    | Усього за «Удінезе»    | 19        | 5         |                    | 1                  | 0                  |                      | -                    | -                    |               | -             | -             | 20        | 5         |
| Усього за кар'єру      | Усього за кар'єру      | Усього за кар'єру      | 278       | 65        |                    | 40                 | 15                 |                      | 5                    | 2                    |               | -             | -             | 323       | 82        |

### Статистика виступів за збірну
| №  | Дата            | Місто           | Суперник | Рахунок | Турнір           |
| -- | --------------- | --------------- | -------- | ------- | ---------------- |
| 1. | 22 лютого 1989  | Піза, Італія    | Данія    | 1:0     | Товариський матч |
| 2. | 25 березня 1989 | Відень, Австрія | Австрія  | 0:0     | Товариський матч |
| 3. | 29 березня 1989 | Сібіу, Румунія  | Румунія  | 0:1     | Товариський матч |

## Титули і досягнення
- Володар Кубка чемпіонів УЄФА (1):

«Мілан»: 1989–1990
- Володар Міжконтинентального кубка (1):

«Мілан»: 1989
- Володар Суперкубка УЄФА (1):

«Мілан»: 1989